# Martin Krajc

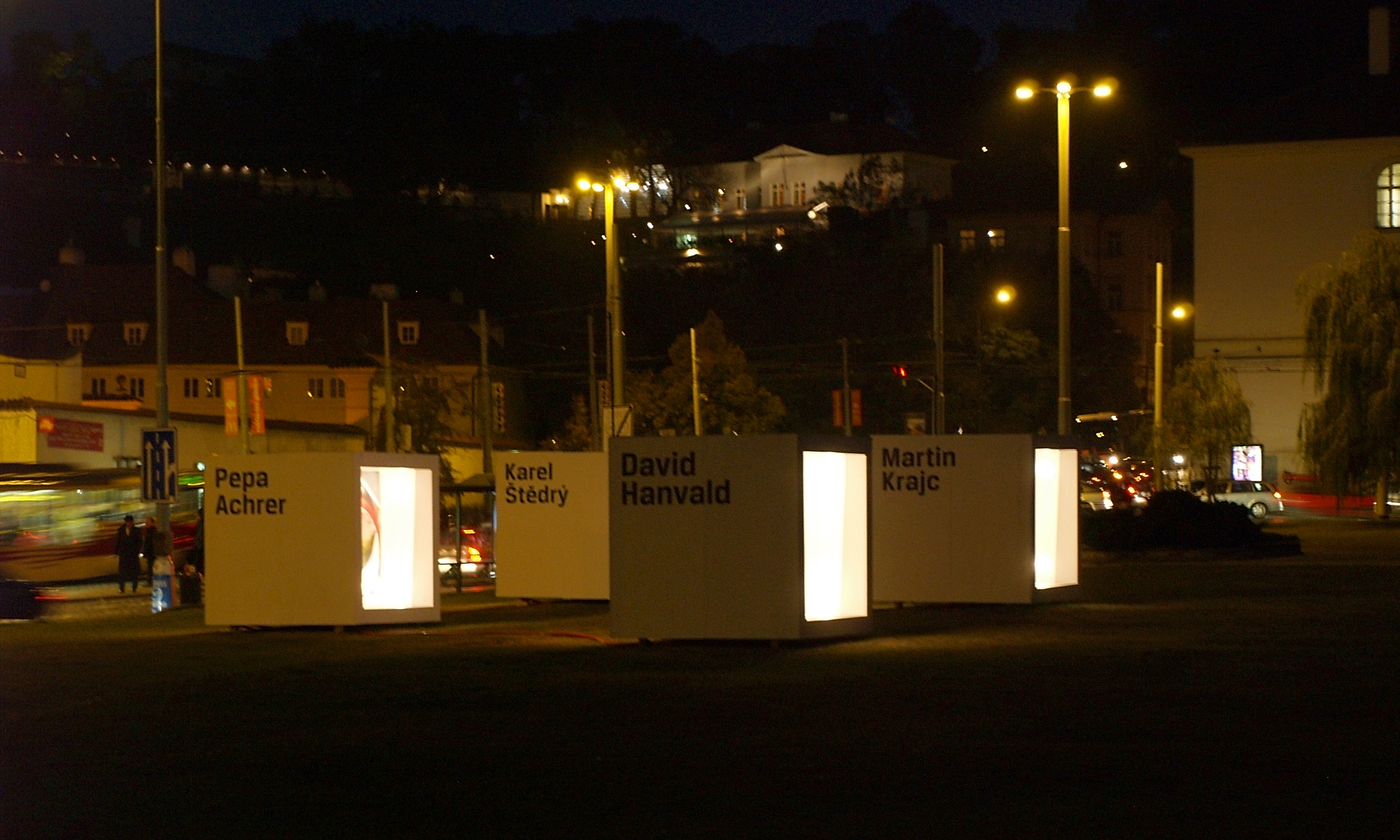
Výstava Krychle na pražském Klárově prezentující velkoformátové malby výtvarné skupiny Obr. (říjen 2009)

Martin Krajc (* 30. dubna 1984 Praha) je český malíř žijící a tvořící v Praze.

## Život a dílo
V letech 1999–2003 studoval na SUPŠ Žižkov, obor scénografie.[zdroj?] V roce 2003 byl přijat na Akademii výtvarných umění v Praze do ateliéru malby Michaela Rittsteina. V roce 2009 diplomoval.
Jeho expresivní pojetí malby se často lehce přehoupne i na čistě abstraktní obraz. Dříve byla jeho práce spojena s hiphopovou scénou, kdy maloval převážně breakdancery. Sám breakdance tancoval a doteď rád poslouchá hip hop.
Je členem malířské skupiny Obr., která vznikla roku 2006 (dalšími členy jsou Josef Achrer, David Hanvald a Karel Štědrý, původně též Ondřej Maleček).
Důležitou roli pro něj sehrála stáž ve španělském Madridu, kde se nechal inspirovat malíři jako Diegem Velázquezem či Franciskem Goyou. Tato stáž byla spjata s výtvarnou soutěží Seat Arte Emoción, kterou vyhrál.

## Výstavy
Samostatné výstavy:
- 2018, Tinto de verano, DSC Gallery, Praha
- 2016 Libido, Výstavní síň Mánes, Praha
- 2016 Ikony, Klášterní kostel sv. Antonína Paduánského, Sokolov
- 2014 Lehce a pěkně, Galerie Na půdě, Vrchlabí
- 2012 Papa versus Puta, Budoart, Prague
- 2012 Trophies, The Gallery of Art Critics, Prague
- 2012 Critical choice (with Josef Achrer), Caesar Gallery, Olomouc
- 2012 El Clásico, Via art Gallery, Prague
- 2012 You Can Buy Me!, Workshop@y / Galerie Behémot, Praha /
- 2012 You Can Buy Me!, Workshop@y / Gallery Behémot, Prague
- 2011 Dripping is a Gesture (with Evžen Šimera), Gallery XXL, Louny
- 2011 Outside Out, From the Inside In (with Josef Achrer), Gallery Sýpka, Valašské Meziříčí
- 2010 Bez, Gallery of the Southern Wing in New Town-hall in Brno
- 2008 Pinturas, Galerie La Casa de Los Jacintos, Madrid
- 2008 EspUsa Galerie AVU, Praha / EspUsa (with Josef Achrer), AVU Gallery, Prague

Společné výstavy:
- 2016 Golden Boys (Pasta Oner, Martin Krajc), Galerie Nová síň, Praha
- 2015 Hladík, Krajc, Vopálka, Černohorský, Kuriš, Galerie Středočeského kraje, Kutná Hora
- 2013 Já je někdo jiný, Lipsko